# Gare de Charny
La  gare de Charny dans le quartier Charny de Lévis est desservie par plusieurs lignes de Via Rail Canada en provenance de Montréal. Il y avait une gare dans le centre-ville de Lévis, mais elle a été fermée à la suite d'une baisse de fréquentation.

## Trains intercités
| Origine  | Arrêt précédent | Train | Train                 | Train | Arrêt suivant | Destination |
| -------- | --------------- | ----- | --------------------- | ----- | ------------- | ----------- |
| Montréal | Drummondville   |       | Train Montréal-Québec |       | Sainte-Foy    | Québec      |
| Montréal | Drummondville   |       | L'Océan               |       | Montmagny     | Halifax     |